# Aymeline Valade

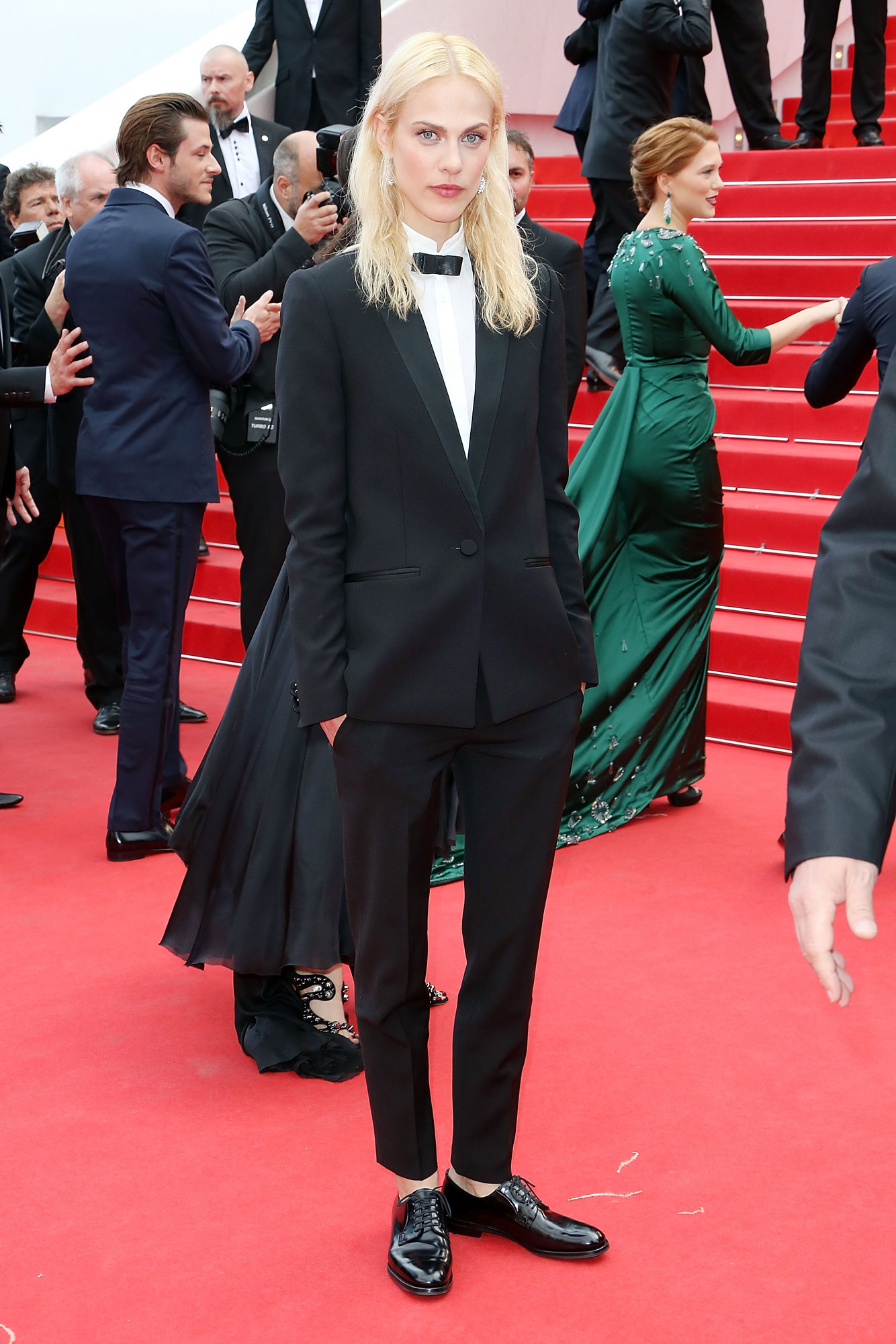
Aymeline Valade (2014)

Aymeline Valade (* 17. Oktober 1984 in Montpellier) ist ein französisches Model und Schauspielerin.
Aymeline Valade studierte Journalismus und Kommunikationswissenschaft. Ab 2005 wurde sie als Model und nebenbei als Schauspielerin in kurzen Auftritten tätig. Mit der Aufnahme bei der Agentur Women Management begann 2009 eine internationale Karriere. Als Laufstegmodel war sie für Schauen von Versace, Kenzo, Tom Ford, Prada oder Chanel zu sehen, in Werbeanzeigen für Armani, Lacoste oder Donna Karan. Als Covermodel war sie auf internationale Ausgaben der Vogue und Harper’s Bazaar zu sehen.
2014 war sie als Betty Catroux in der Film-Biografie Saint Laurent zu erleben. 2017 spielte sie die Figur Haban-Limaï in Valerian – Die Stadt der tausend Planeten.

## Filmografie
- 2014: Saint Laurent
- 2015: Zwei Freunde (Les deux amis)
- 2017: Valerian – Die Stadt der tausend Planeten (Valerian and the City of a Thousand Planets)
- 2017: Call My Agent! (Dix pour cent, Fernsehserie, eine Folge)